# Insurrezione islamica in Benin
L'insurrezione islamica in Benin è un conflitto a bassa intensità che interessa le regioni settentrionali dello Stato africano del Benin a partire dal novembre 2021.
Il conflitto vede opposte le forze governative beninesi a gruppi armati di jihadisti islamici, principalmente facenti capo all'organizzazione nota come Gruppo di Sostegno all'Islam e ai musulmani o "Jamaʿat Nuṣrat al-Islām wa-l muslimīn" (JNIM): questi ultimi, attivi principalmente nei confinanti Burkina Faso e Niger, hanno condotto varie incursioni e attentati nel territorio del Benin sfruttando il vasto terreno forestale che caratterizza i confini tra le tre nazioni.

## Antefatti
Piccolo Stato dell'Africa occidentale esteso dalle coste del Golfo di Guinea a sud al bacino del fiume Niger a nord, il Benin presenta una popolazione composta per quasi la metà da aderenti al cristianesimo (suddivisi tra un 25,5% di cattolici, un 13,5% di protestanti e un 9,5% di altri cristiani), ma con una consistente minoranza di musulmani sunniti (il 27,7% della popolazione) stanziati in particolare nelle regioni settentrionali e sud-orientali del paese. Dopo l'indipendenza dal dominio coloniale della Francia nel 1960, il paese conobbe lunghi periodi di instabilità politica interna, con una successione di sei colpi di Stato dei militari e un lungo governo autoritario di stampo marxista-leninista sotto il presidente (ed ex generale) Mathieu Kérékou; con la fine della guerra fredda, nei primi anni 1990 il paese si aprì alla democrazia e al multipartitismo, conoscendo un periodo di stabilità politica e crescita economica ostacolato tuttavia da una perdurante e diffusa corruzione nelle istituzioni.
Prima del dicembre 2021, il Benin era rimasto quasi del tutto estraneo a qualsiasi fenomeno di terrorismo islamista all'interno dei suoi confini: l'unico significativo episodio in tal senso si era avuto nel 2019, quando due turisti francesi erano stati rapiti e portati in Burkina Faso da militanti jihadisti mentre visitavano un parco nazionale nel nord del Benin. Proprio dagli Stati a nord del Benin venivano i pericoli maggiori: dopo la sconfitta subita alla fine degli anni 1990 nella guerra civile algerina, gruppi di miliziani islamisti si erano rifugiati nelle regioni desertiche del Sahara, iniziando poi a spingere le loro operazioni e infiltrazioni verso gli Stati del Sahel. Tra le varie milizie e organizzazioni sorte in questo periodo, a spiccare fu in particolare il movimento di Al-Qaida nel Maghreb islamico (AQMI), frangia locale dell'organizzazione internazionale di Al Qaida: dopo varie riorganizzazioni e fusioni con altri gruppi, il movimento si rinominò nel 2017 come Gruppo di Sostegno all'Islam e ai musulmani o "Jamaʿat Nuṣrat al-Islām wa-l muslimīn" (JNIM), presentandosi come uno dei più importanti attori del jihadismo in Africa occidentale. Approfittando dello scoppio nel 2012 della guerra in Mali, AQMI prima e JNIM poi ampliarono notevolmente la portata delle loro operazioni, portando la guerriglia jihadista nel Burkina Faso e in Niger e avvicinandosi sempre di più ai confini settentrionali del Benin.

## Il conflitto

### Primi scontri

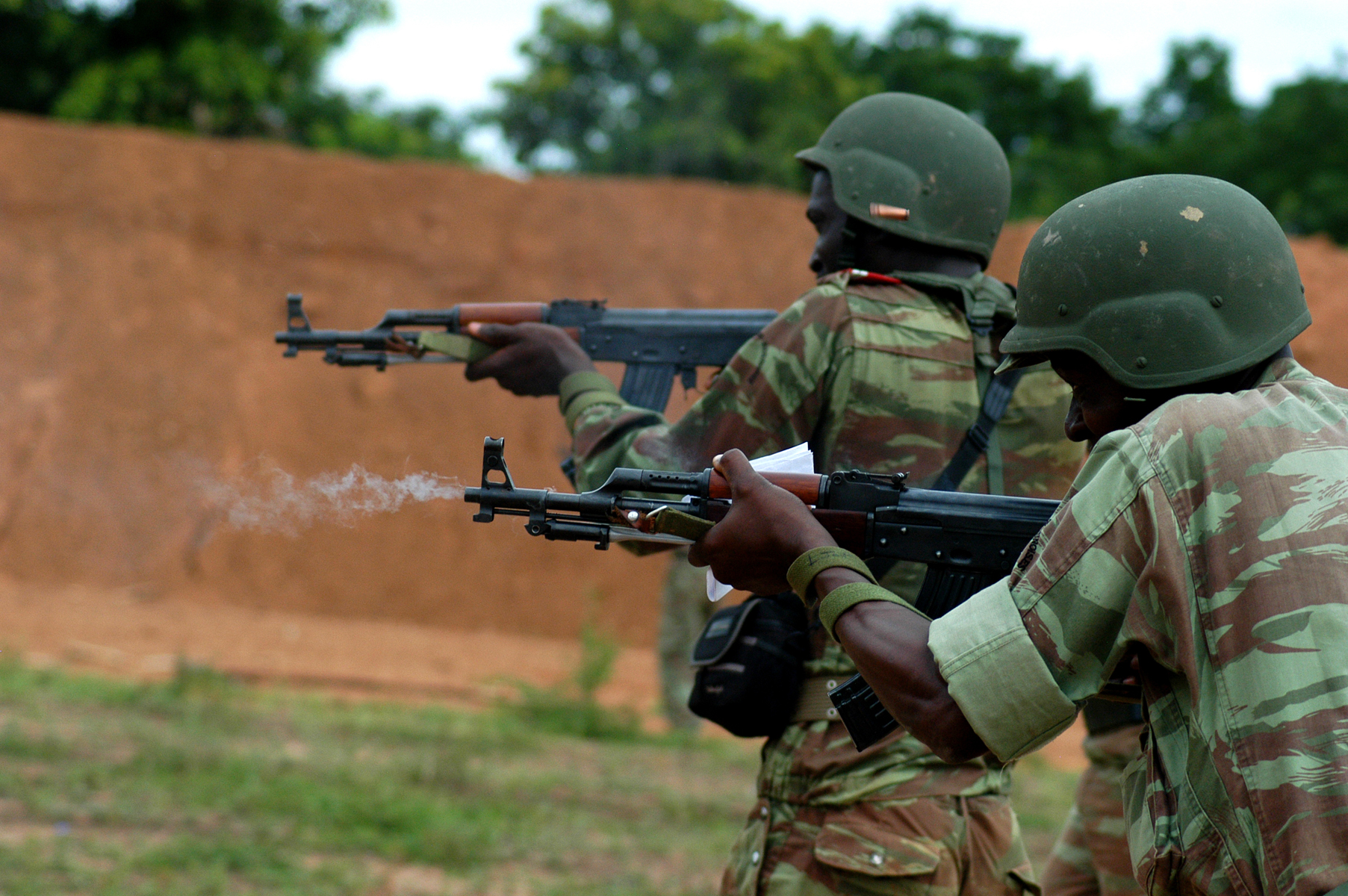
Soldati beninesi si addestrano al tiro con i loro fucili d'assalto Type 56

Le prime avvisaglie del conflitto si ebbero alla fine del 2021 lungo il confine tra Benin e Burkina Faso: il 30 novembre militanti islamisti attraversarono la frontiera e attaccarono una pattuglia dell'Esercito beninese nel Dipartimento di Alibori, ritirandosi dopo aver lasciato uno di loro morto sul terreno; nella notte tra il 1º e il 2 dicembre un secondo gruppo di miliziani armati provenienti dal territorio burkinabè attaccò un posto di controllo di frontiera beninese nei pressi della cittadina di Porga nel Dipartimento di Atakora, e lo scontro a fuoco che ne seguì provocò la morte di due soldati beninesi e un miliziano jihadista; il 10 dicembre un veicolo militare beninese saltò su una mina terrestre lasciata dai jihadisti lungo una strada nei pressi di Porga, con quattro soldati rimasti feriti nell'esplosione; il 22 dicembre infine miliziani islamisti attaccarono un'altra postazione dell'esercito beninese a Tanguiéta nel Dipartimento di Atakora, innescando una battaglia che causò un morto e un ferito tra le forze di sicurezza governative e due morti tra i jihadisti. Le aree di confine settentrionali del Benin erano un terreno particolarmente favorevole alle attività dei guerriglieri islamisti, perché occupate quasi per intero da due ampie aree forestali protette (il Parco nazionale del Pendjari e il Parco nazionale W) collocate proprio a cavallo delle frontiere con Burkina Faso e Niger: difficili da sorvegliare, le foreste offrivano un vasto ambiente dove i jihadisti potevano muovere e nascondere combattenti, risorse, armi e ostaggi, rappresentando una costante e potenziale minaccia per le comunità locali; gli islamisti potevano, inoltre, sfruttare i tradizionali attriti tra la popolazione e le autorità circa lo sfruttamento delle risorse naturali nelle zone protette per aumentare il loro sostegno tra gli abitanti del posto.
Lo stillicidio di attacchi continuò anche nel nuovo anno. Il 6 gennaio 2022 un veicolo militare beninese di pattuglia nel Parco nazionale del Pendjari venne distrutto dalla detonazione di un ordigno esplosivo improvvisato, con la morte di due militari presenti a bordo. L'8 febbraio invece una colonna di veicoli impegnata in una missione anti-bracconaggio nel Parco nazionale W finì su mine impiantate dai terroristi su una strada del parco: le esplosioni uccisero otto persone (cinque ranger beninesi e il loro istruttore francese, oltre a un dipendente civile del parco e un soldato beninese) e ne ferirono altre dodici, il più sanguinoso attentato islamista nella storia del Benin; un altro dipendente civile del parco rimase ucciso il successivo 10 febbraio nell'esplosione di un altro ordigno. Come risposta, il 12 febbraio aerei francesi bombardarono l'accampamento di una milizia jihadista in territorio burkinabè vicino alla frontiera con il Benin, ritenuta responsabile degli avvenuti attentati, rivendicando l'uccisione di 40 miliziani. La minaccia alle vie di comunicazioni rimase comunque costante, e il 12 aprile un altro convoglio militare beninese cadde vittima di un ordigno esplosivo improvvisato mentre pattugliava la frontiera con il Burkina Faso nel Parco nazionale del Pendjari: cinque soldati rimasero uccisi e diversi altri feriti dall'esplosione. Il 25 aprile invece miliziani armati assaltarono la stazione di polizia del villaggio di Monsey, posto sul confine con il Niger: l'edificio venne dato alle fiamme, almeno un poliziotto rimase ucciso e diversi altri vennero feriti. Il 25 giugno un secondo attacco jihadista a colpi di armi da fuoco ai danni una stazione di polizia, questa volta a Dassari vicino al confine con il Burkina Faso, vide l'uccisione di altri due poliziotti beninesi. 

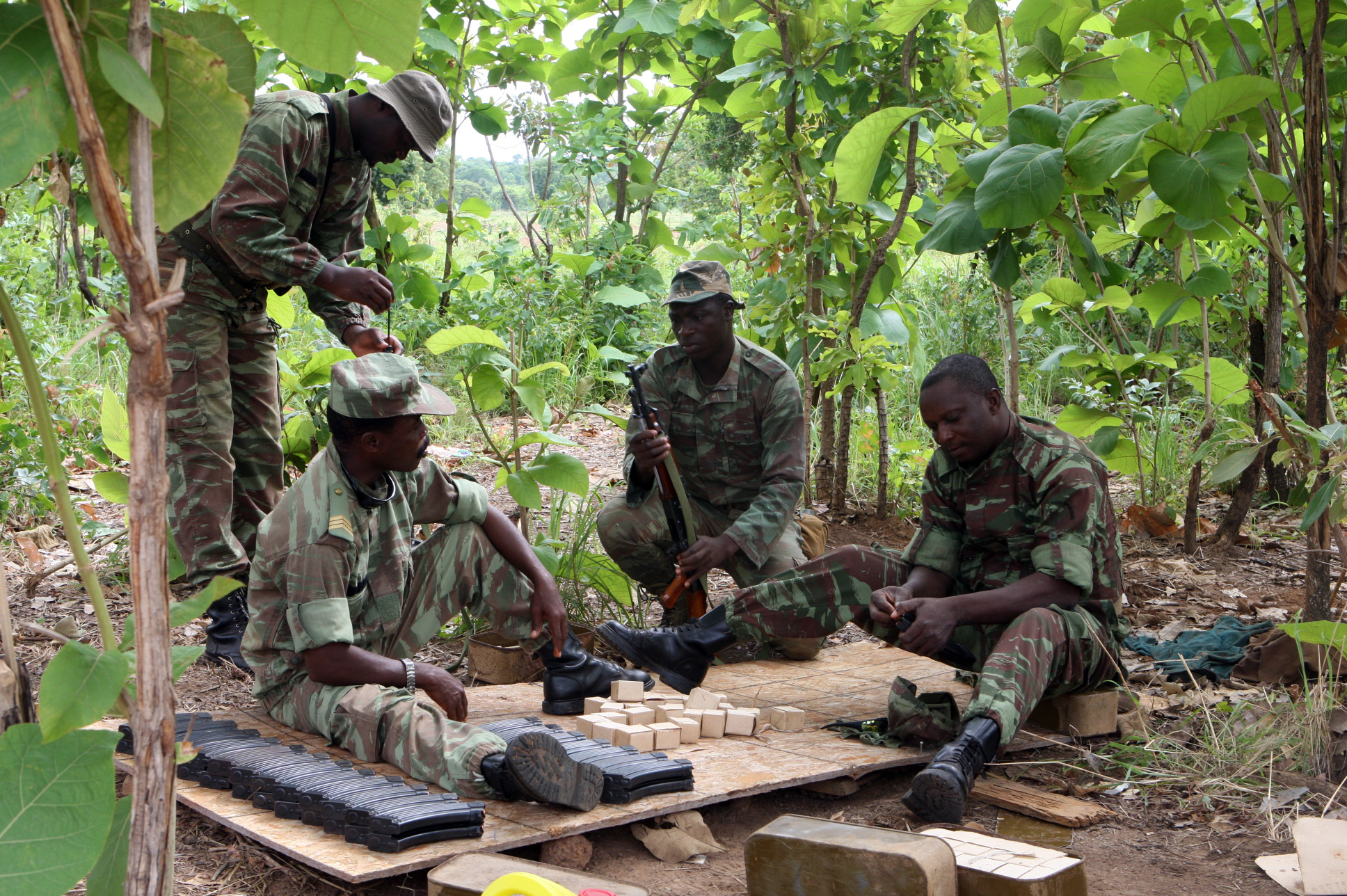
Soldati beninesi durante un'esercitazione in ambiente forestale

Tra il novembre 2021 e il settembre 2022 venne conteggiato un totale di 28 attacchi e attentati di stampo jihadista attribuibili a JINM sul territorio del Benin. Vista la crescente minaccia jihadista il governo beninese decise di rafforzare i programmi di cooperazione militare con gli Stati amici: il 27 luglio, nel corso di una visita nella capitale economica beninese di Cotonou, il presidente francese Emmanuel Macron annunciò la fornitura al Benin di aiuti militari comprensivi di armamenti moderni, aeromobili a pilotaggio remoto e veicoli, oltre a informazioni di intelligence e supporto all'addestramento; in settembre il Benin avviò contatti con il Ruanda per la fornitura di aiuti logistici alle sue forze armate. Un accordo di cooperazione con gli Stati Uniti d'America portò invece, nel 2024, allo stanziamento a Parakou di un contingente di elicotteri e personale medico militare statunitense per fornire assistenza sanitaria ai soldati beninesi impegnati nel nord del paese; una missione di istruttori militari statunitensi fu inoltre attivata a Cotonou per curare l'addestramento delle truppe locali.
Dopo mesi di calma, un violento attacco colpì nella notte tra il 1º e il 2 maggio 2023 un villaggio nell'arrondissement di Koabagou nel nord-ovest: una decina di civili vennero assassinati, e gli assalitori si ritirarono portando con sé il bestiame del villaggio. Dopo questo scoppio di violenza diretto contro un bersaglio civile, il governo beninese annunciò il reclutamento straordinario di 5000 nuovi soldati nei ranghi dell'esercito nazionale, mentre dalla Francia furono consegnati quindici blindati Renault VAB nonché tre elicotteri da trasporto Eurocopter AS332 Super Puma con cui riequipaggiare la piccola Force Aérienne Populaire de Benin; sotto il nome in codice di "operazione Mirador", l'esercito beninese lanciò una campagna di pattugliamenti e rastrellamenti capillari nei dipartimenti del nord, fermando diversi individui sospettati di appoggiare le incursioni transfrontaliere dei jihadisti ed eliminando alcuni gruppi armati. La collocazione di ordigni esplosivi improvvisati lungo le strade rimase la forma più comune di attacco portata avanti dalle milizie jihadiste; tra la fine di dicembre 2023 e l'inizio di gennaio 2024, dopo un attentato che aveva ucciso due soldati di pattuglia, due terroristi responsabili della fabbricazione e collocazione degli ordigni furono uccisi dalle forze di sicurezza che davano loro la caccia.

### L'intensificarsi del conflitto

Carta del complesso di parchi nazionali posti a cavallo delle frontiere tra il Benin e i suoi vicini settentrionali (Burkina Faso e Niger); la zona è il principale teatro del conflitto

Incidenti gravi si verificarono anche nel corso del 2024. Il 16 aprile, uomini armati attaccarono un posto di confine beninese a Malanville sulla frontiera con il Niger, uccidendo un soldato e due civili e ferendo un secondo soldato; ai primi del giugno seguente una serie di imboscate di sospetti jihadisti a pattuglie militari nelle vicinanze di Tanguiéta, all'interno dei confini del Parco nazionale del Pendjari, causarono in totale la morte di sette soldati beninesi; nella notte tra il 24 e il 25 luglio una violenta battaglia all'interno del Parco nazionale W causò la morte di cinque ranger e sette soldati beninesi. La situazione nel nord del paese vide attacchi sporadici su piccola scala anche nei mesi seguenti, in particolare dopo l'inizio della stagione secca (da novembre ad aprile) durante la quale i movimenti dei gruppi armati jihadisti risultavano più facili; otto civili furono uccisi durante un assalto jihadista al villaggio di Gorou il 4 ottobre, e varie zone vicino al confine con il Burkina Faso, in particolare quella di Koalou/Kourou, furono completamente abbandonate dalla popolazione civile per paura di nuovi attacchi.
Il 2025 vide un netto incremento della violenza: gli attacchi jihadisti nei primi quattro mesi dell'anno causarono 157 vittime in totale, a fronte delle 103 vittime registrate in tutto il 2024. Gli attacchi continuarono a essere concentrati nelle zone forestali del nord ai confini con il Burkina Faso e il Niger: zone divenute un'importante retrovia per le forze di JNIM attive in questi due paesi, in particolare dopo che venne registrato un aumento delle operazioni antiterrorismo condotte dalle forze di sicurezza burkinabè e nigerine nei primi mesi dell'anno. Gli attacchi furono favoriti dalla mancanza di coordinamento tra le forze di sicurezza delle nazioni coinvolte, frutto dei difficili rapporti diplomatici tra il Benin e i suoi due vicini settentrionali causati dai colpi di Stato che avevano interessato tanto il Burkina Faso quanto il Niger nel recente passato; nei loro attacchi i miliziani di JNIM riuscirono inoltre a impossessarsi di discreti quantitativi di armi pesanti quali mitragliatrici e mortai, che resero i successivi assalti ancora più pericolosi per le forze beninesi.
Un attacco particolarmente violento colpì, l'8 gennaio 2025, una postazione militare fortificata beninese posta dentro i confini del Parco nazionale W nei pressi di "Point Triple", la zona di triplice confine tra Benin, Burkina Faso e Niger: i miliziani jihadisti presero d'assalto la postazione, incendiandola dopo una battaglia durata ore con la guarnigione beninese. Nonostante la reazione delle forze aeree beninesi, i cui bombardamenti uccisero diversi assalitori, il bilancio finale vide la morte di 30 soldati e il ferimento di diversi altri. Il 21 gennaio un secondo attacco jihadista colpì la zona di Tamaloussi nel parco nazionale del Pendjari causando la morte di cinque soldati beninesi, mentre altri sei soldati rimasero uccisi il 14 febbraio in un attacco nei confini del parco nazionale W. Il 17 aprile due postazioni di militari beninesi, una collocata sul "Point Triple" e una situata nei pressi delle cascate di Koudou nel parco nazionale W, furono assalite simultaneamente da miliziani jihadisti montati su motociclette e dotati di armi pesanti: in un attacco dalla violenza senza precedenti nel conflitto, rimasero uccisi 54 soldati beninesi (70 secondo fonti dello stesso JNIM, che pubblicarono diversi video delle azioni); ingente anche il materiale militare, compresi alcuni droni, caduto in mano ai jihadisti. L'attacco causò forti proteste dai partiti di opposizione nei confronti del governo del presidente Patrice Talon.